# NGC 5604
NGC 5604 је спирална галаксија у сазвежђу Девица која се налази на NGC листи објеката дубоког неба.
Деклинација објекта је - 3° 12' 43" а ректасцензија 14h 24m 42,8s. Привидна величина (магнитуда) објекта NGC 5604 износи 12,8 а фотографска магнитуда 13,7. NGC 5604 је још познат и под ознакама MCG 0-37-3, CGCG 19-16, IRAS 14221-0259, PGC 51471.